# 格雷斯·奥拉杜尼·泰勒
格雷斯·奥拉杜尼·泰勒（Grace Oladunni Taylor, Grace Oladunni Lucia Olaniyan，1937年4月24日—），尼日利亚生化学家。她曾在尼日利亚的伊巴丹大学任职。泰勒是第二位入选尼日利亚科学院的女性，也是首位获得世界杰出女科学家成就奖的非洲人。

## 早年
格雷斯·奥拉登尼·露西亚·奥拉尼扬出生于尼日利亚埃基蒂州的埃丰-阿莱耶。1952年至1956年期间，她是奥桑州伊巴丹女王学校的学生。1957年，她考入位于埃努古的尼日利亚文理学院。1959年，转入伊巴丹大学学院（现伊巴丹大学）学习。1962年，奥拉尼扬以优异的成绩毕业，获得化学学位。

## 事业
完成学位后，她到位于伊巴丹的摩尔种植园的地区农业研究站（现国家根茎作物研究所）工作。
1963年，她被聘为伊巴丹大学化学病理学系的研究助理。1969年，获得化学病理学博士学位。1970年，她被伊巴丹大学聘为讲师。1975年，她在美国华盛顿州西雅图的西北脂质研究实验室担任访问研究员。之后她返回尼日利亚伊巴丹大学，于1975年晋升为高级讲师。1979年，她与阿吉博拉·泰勒教授结婚。1980年，她在牙买加金斯敦的西印度群岛大学的代谢研究单位担任访问科学家。1984年，泰勒被提升为伊巴丹大学化学病理学的全职教授。同年，她抵达美国西雅图的西北脂质研究实验室进行第二次研究，还在特立尼达西班牙港的化学病理学系完成了访问科学家的工作。1990年，泰勒被聘为津巴布韦大学哈拉雷医学院副教授，并在病理学系任教。1991年，她返回尼日利亚。并从1991年到1994年，在伊巴丹大学担任化学病理学系主任，以及大学医院的名誉顾问。2004年退休，但仍继续在伊巴丹大学化学病理学系授课。
她的研究领域是心血管疾病中的脂质研究。她对脂质代谢进行比较证实，判断胆固醇水平并不受种族影响，而是饮食和运动水平的结果。她的研究为她带来许多荣誉，包括壳牌-BP化学奖学金、世界卫生组织奖学金、富布赖特-海斯奖学金、非洲大学协会奖学金等。1997年，泰勒入选尼日利亚科学院，是尼日利亚第二位入选的女性科学家。1998年，世界杰出女科学家成就奖首次颁布，该项目旨在提高和鼓励女性在科学领域工作和奉献，其中颁发给五个地区：非洲和阿拉伯国家、亚太、欧洲、拉丁美洲、北美各一位女性，奖励她们的科学成就和对改善人类的贡献。泰勒是首届获奖者中的非洲获奖者，这也意味着她是首位获得该奖项的非洲人。2012年，她被埃基蒂州政府授予荣誉，以表彰她在培育教导医学生方面的贡献。